# Tổng thống Bangladesh
Tổng thống Cộng hòa Nhân dân Bangladesh (গণপ্রজাতন্ত্রী বাংলাদেশের রাষ্ট্রপতি – Gaṇaprajātantrī Bangladesher Raṣhṭrôpôti) là nguyên thủ quốc gia của Bangladesh và là tổng tư lệnh Lực lượng Vũ trang Bangladesh.
Chức vụ tổng thống được thành lập sau khi Bangladesh giành được độc lập vào năm 1971. Ban đầu, tổng thống được trao quyền hành pháp. Năm 1991, Bangladesh khôi phục nền dân chủ và thiết lập một thể chế đại nghị dựa trên hệ thống Westminster. Hiện tại, tổng thống là một chức vụ chủ yếu mang tính nghi lễ do Jatiya Sangsad bầu ra.
Cung Bengal là nơi ở và làm việc chính thức của tổng thống. Tổng thống được Jatiya Sangsad bầu ra theo hình thức biểu quyết công khai và thường đại diện cho đảng chiếm đa số trong Jatiya Sangsad. Nhiệm kỳ của tổng thống là năm năm.

## Nhiệm vụ và quyền hạn
Tổng thống là nguyên thủ quốc gia mang tính nghi lễ. Điều 48 Hiến pháp quy định tổng thống thực hiện nhiệm vụ và quyền hạn theo theo đề nghị của thủ tướng và Nội các nhưng có quyền yêu cầu Nội các họp bàn về vấn đề mà tổng thống xét thấy cần thiết và được thủ tướng thông báo thường xuyên về các vấn đề đối nội, đối ngoại.

### Quyền bổ nhiệm
Tổng thống bổ nhiệm những chức danh sau:
- thủ tướng trong số nghị sĩ Jatiya Sangsad và thành viên Nội các. Tổng thống miễn nhiệm thành viên Nội các theo yêu cầu của thủ tướng;
- thẩm phán Tòa án tối cao và các tòa án cấp dưới;
- ủy viên và chủ tịch Ủy ban bầu cử Bangladesh;
- ủy viên và chủ tịch Ủy ban công vụ Bangladesh;
- tổng chưởng lý Bangladesh trong số người đủ tiêu chuẩn làm thẩm phán Tòa án tối cao;
- tổng kiểm toán Bangladesh.

### Quyền ân xá
Điều 49 Hiến pháp quy định tổng thống có quyền ân xá, hoãn thi hành án, miễn thi hành án, đình chỉ thi hành án và giảm hình phạt.

### Công bố luật
Điều 80 Hiến pháp quy định tổng thống công bố luật được Jatiya Sangsad thông qua chậm nhất là 15 ngày kể từ ngày được trình tổng thống. Trong thời hạn đó, tổng thống có thể đề nghị Jatiya Sangsad xem xét lại luật, ngoại trừ dự toán ngân sách nhà nước. Trong trường hợp luật được Jatiya Sangsad thông qua lần nữa thì tổng thống công bố luật chậm nhất là bảy ngày, nếu không thì luật được coi là đã được tổng thống công bố.

### Hiệu trưởng
Luật Đại học tư thục 1992 quy định tổng thống là hiệu trưởng của tất cả các trường đại học tư thục ở Bangladesh. Đối với các trường đại học công lập thì không có quy định tổng thống là hiệu trưởng vì việc thành lập một trường đại học công lập ở Bangladesh phải do một đạo luật quy định nhưng theo thông lệ, tổng thống được chỉ định là hiệu trưởng của tất cả các trường đại học công lập.

## Quy trình bầu cử

### Tiêu chuẩn
Hiến pháp Bangladesh quy định người ứng cử tổng thống phải đáp ứng các tiêu chuẩn sau:
- đủ 35 tuổi trở lên;
- đủ tiêu chuẩn ứng cử nghị sĩ Jatiya Sangsad. Một nghị sĩ mà trúng cử tổng thống thì phải từ chức nghị sĩ vào ngày nhậm chức tổng thống;
- không bị bãi nhiệm theo thủ tục luận tội.

Điều 50 Hiến pháp quy định không ai được giữ chức vụ tổng thống quá hai nhiệm kỳ. Trong nhiệm kỳ của tổng thống, tổng thống không được ứng cử nghị sĩ Jatiya Sangsad.

### Bầu cử
Tổng thống được Jatiya Sangsad bầu ra. Nhiệm kỳ của tổng thống là năm năm, không ai được giữ chức vụ tổng thống quá hai nhiệm kỳ. Khi tổng thống hết nhiệm kỳ, tổng thống tiếp tục làm nhiệm vụ cho đến khi Jatiya Sangsad bầu ra tổng thống.

### Tuyên thệ nhậm chức
Tổng thống phải tuyên thệ hoặc cam kết nhậm chức trước sự chứng kiến của Chủ tịch Jatiya Sangsad như sau:
Tôi, (họ tên), xin tuyên thệ (hoặc cam kết) rằng tôi sẽ trung thành thực hiện nhiệm vụ của chức vụ Tổng thống Bangladesh theo pháp luật;
Tuyệt đối trung thành với Bangladesh;
Bảo vệ Hiến pháp;

Và đối xử đúng đắn với mọi người theo pháp luật một cách chí công vô tư"— Phụ lục 3 Hiến pháp Bangladesh

## Quyền miễn trừ
Điều 51 Hiến pháp quy định tổng thống không phải chịu trách nhiệm về hành vi của mình, không thể bị bắt giữ và không thể bị truy cứu trách nhiệm hình sự trước tòa án, ngoại trừ trường hợp tổng thống bị Jatiya Sangsad bãi nhiệm theo thủ tục luận tội.

## Kế nhiệm
Điều 54 Hiến pháp Bangladesh quy định trong trường hợp tổng thống không làm việc được hoặc khuyết tổng thống thì chủ tịch Jatiya Sangsad giữ quyền tổng thống cho đến khi tổng thống làm việc được hoặc tổng thống mới được bầu. Điều khoản này được sử dụng khi Chủ tịch Jatiya Sangsad Jamiruddin Sircar giữ quyền tổng thống sau khi Tổng thống A. Q. M. Badruddoza Chowdhury từ chức và khi Tổng thống Zillur Rahman không làm việc được do bệnh tật và sau đó qua đời.

## Từ chức và bãi nhiệm
Tổng thống từ chức bằng cách thông báo cho chủ tịch Jatiya Sangsad bằng văn bản. Tổng thống cũng có thể bị Jatiya Sangsad bãi nhiệm trong trường hợp vi phạm hiến pháp hoặc có sai phạm nghiêm trọng. Jatiya Sangsad tiến hành thủ tục luận tội khi có ít nhất quá nửa tổng số nghị sĩ đề nghị và có quyền tự điều tra hoặc thành lập, chỉ định một cơ quan điều tra cáo buộc. Tổng thống có quyền tự bào chữa trong quá trình luận tội. Tổng thống bị bãi nhiệm ngay lập tức nếu hai phần ba số nghị sĩ Jatiya Sangsad biểu quyết tán thành.

## Nơi ở và làm việc
Cung Bengal là nơi ở và làm việc chính thức của tổng thống ở Dhaka. Ngoài ra, tổng thống còn có một biệt thự ở Huyện Natore, được gọi là Cung Nhân dân phía Bắc.

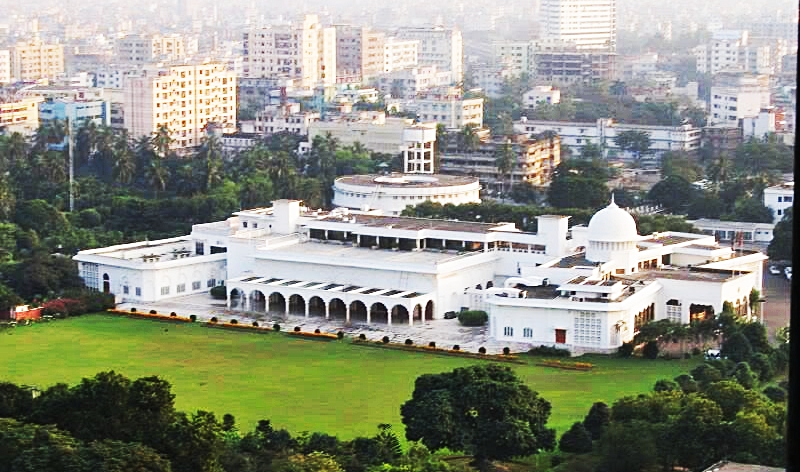
Cung Bengal là nơi ở và làm việc chính thức của tổng thống tại Dhaka.
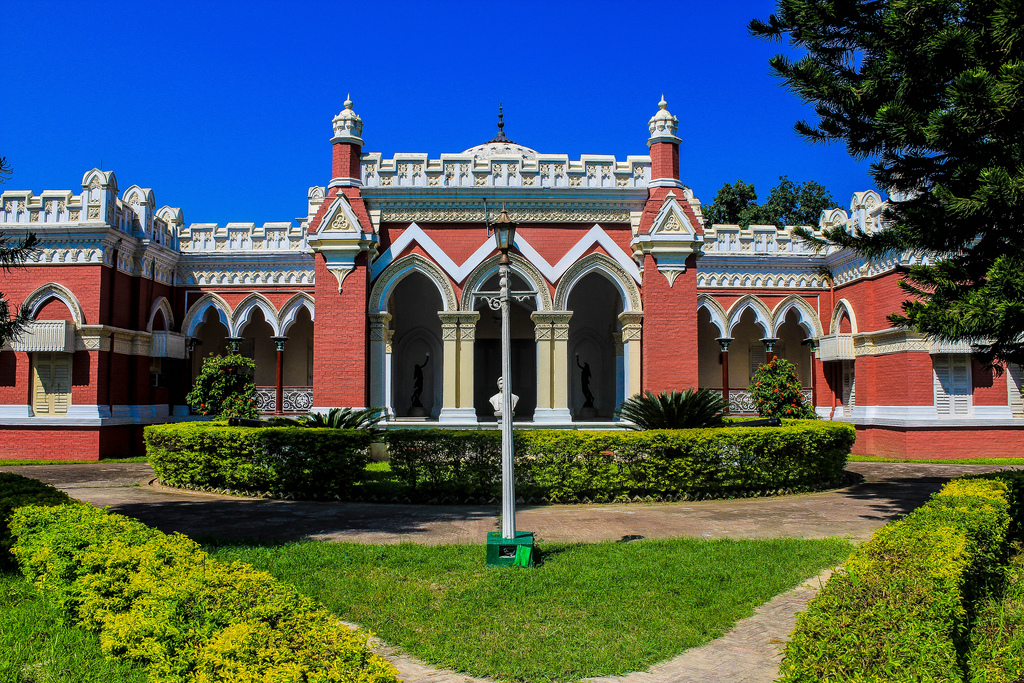
Cung Nhân dân phía Bắc là biệt thự chính thức của tổng thống tại Bắc Bengal.
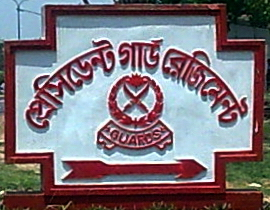
President Guard Regiment, responsible for the security of the president.
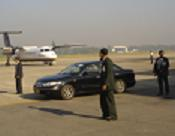
Special Security Force, provide physical security to the president and prime minister.
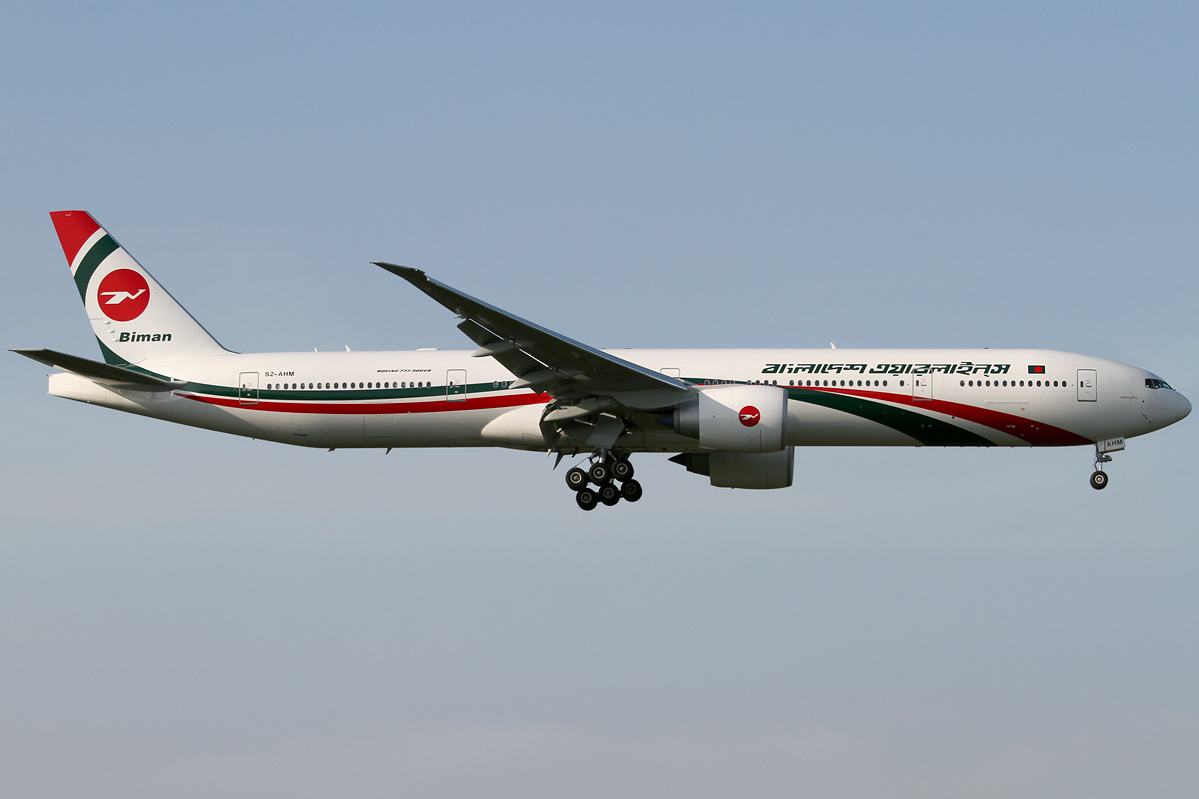
Boeing 777-300ER của Biman Bangladesh Airlines là chuyên cơ chính của tổng thống.